# Carlo Broglia
Carlo Broglia (Chieri, 1552 – Torino, 8 febbraio 1617) è stato un arcivescovo cattolico italiano.

## Biografia
Carlo Broglia nacque a Chieri nel 1552, figlio di Giovanni, signore di Santena della famiglia dei Broglia di Chieri.
Vestito l'abito ecclesiastico, nel 1591 fu nominato abate di Fruttuaria.
Il 20 novembre 1592 fu promosso arcivescovo di Torino e, dieci giorni dopo, fu consacrato a Roma dal vescovo di Verona Agostino Valier. Tra le sue prime opere di amministrazione dell'arcidiocesi, istituì un maggiore rigore sul rispetto delle feste religiose (in ottemperanza ai decreti del Concilio di Trento). Convocò a tal proposito un sinodo e si distinse nella propria opera di visite pastorali.
Morì a Torino l'8 febbraio 1617 facendo seguire alla propria morte due anni di sede vacante della carica di arcivescovo.

## Genealogia episcopale
La genealogia episcopale è:
- Cardinale Agostino Valier
- Arcivescovo Carlo Broglia

## Stemma
| Immagine | Blasonatura |
| -------- | --- |
| \| \|    | Carlo Broglia Arcivescovo di Torino D'oro, alla croce di Sant'Andrea ancorata d'azzurro. Lo scudo, accollato a una croce astile patriarcale d'oro, posta in palo, è timbrato da un cappello con cordoni e nappe di verde. Le nappe, in numero di venti, sono disposte dieci per parte, in quattro ordini di 1, 2, 3, 4. |
|          | |